# Nu Aurigae
Nu Aurigae is een tweevoudig stelsel in het sterrenbeeld Voerman. Het systeem bestaat uit een reuzenster en een witte dwerg.